# 浅草亭馬道
浅草亭 馬道（せんそうてい ばどう）は、落語家の名跡。
- 初代浅草亭馬道 - 初代金原亭馬生の門下。五代目金原亭馬生の実父。
- 浅草亭馬道 - 五代目金原亭馬生
- 浅草亭馬道 - 後∶九代目金原亭馬生